# Olympische Geschichte Nepals
| Gelbes Symbol für Goldmedaillen mit stilisierten Olympischen Ringen | Graues Symbol für Silbermedaillen mit stilisierten Olympischen Ringen | Braundes Symbol für Bronzemedaillen mit stilisierten Olympischen Ringen |
| ------------------------------------------------------------------- | --------------------------------------------------------------------- | ----------------------------------------------------------------------- |
| —                                                                   | —                                                                     | —                                                                       |

Nepal, dessen NOK, das Nepal Olympic Committee, 1962 gegründet und 1963 vom IOC anerkannt wurde, nimmt seit 1964 an Olympischen Sommerspielen teil. 1968 verzichtete man auf eine Teilnahme an den Spielen von Mexiko-Stadt. Medaillen konnten nepalesische Athleten bislang nicht gewinnen. Seit 2002 starten nepalesische Sportler auch bei Winterspielen. Jugendliche Sportler nahmen an allen bislang ausgetragenen Olympischen Jugendspielen im Sommer und im Winter teil.

## Übersicht

### Sommerspiele

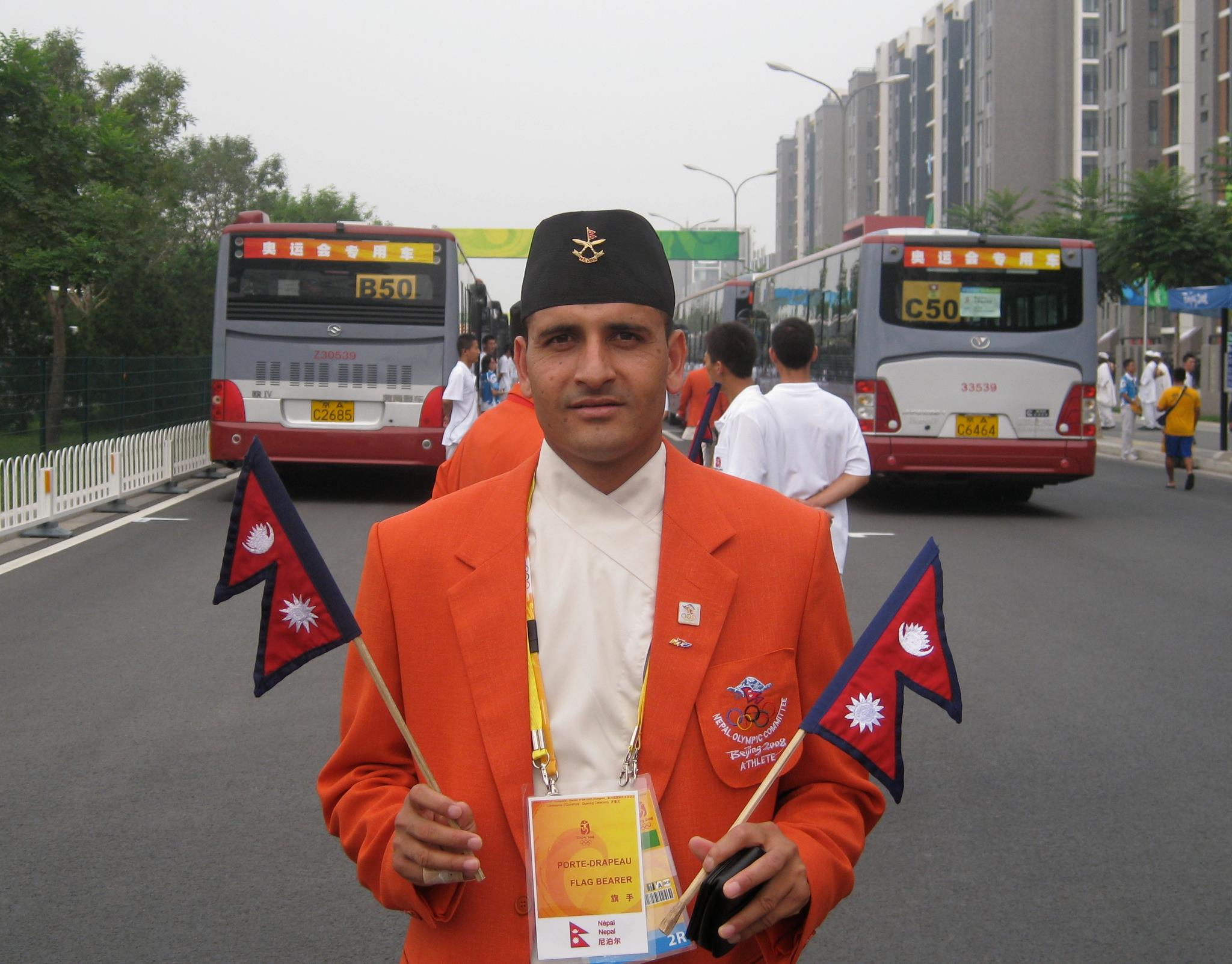
Der Taekwondoin Deepak Bista, Flaggenträger in Peking 2008

Die erste Olympiamannschaft des Landes bestand 1964 aus zwei Leichtathleten und vier Boxern. Bei den folgenden Teilnahmen gingen nepalesische Sportler in den Sportarten Gewichtheben (ab 1980), Judo und Schießen (ab 1988), Schwimmen (ab 1996), Taekwondo (ab 2004) und Bogenschießen (ab 2016) an den Start.
Die ersten Olympioniken Nepals waren am 11. Oktober 1964 die Boxer Ram Prasad Gurung und Om Prasad Pun. Die erste Frau Nepals bei Olympischen Spielen war am 18. September 1988 die Sportschützin Parvati Thapa.

### Winterspiele

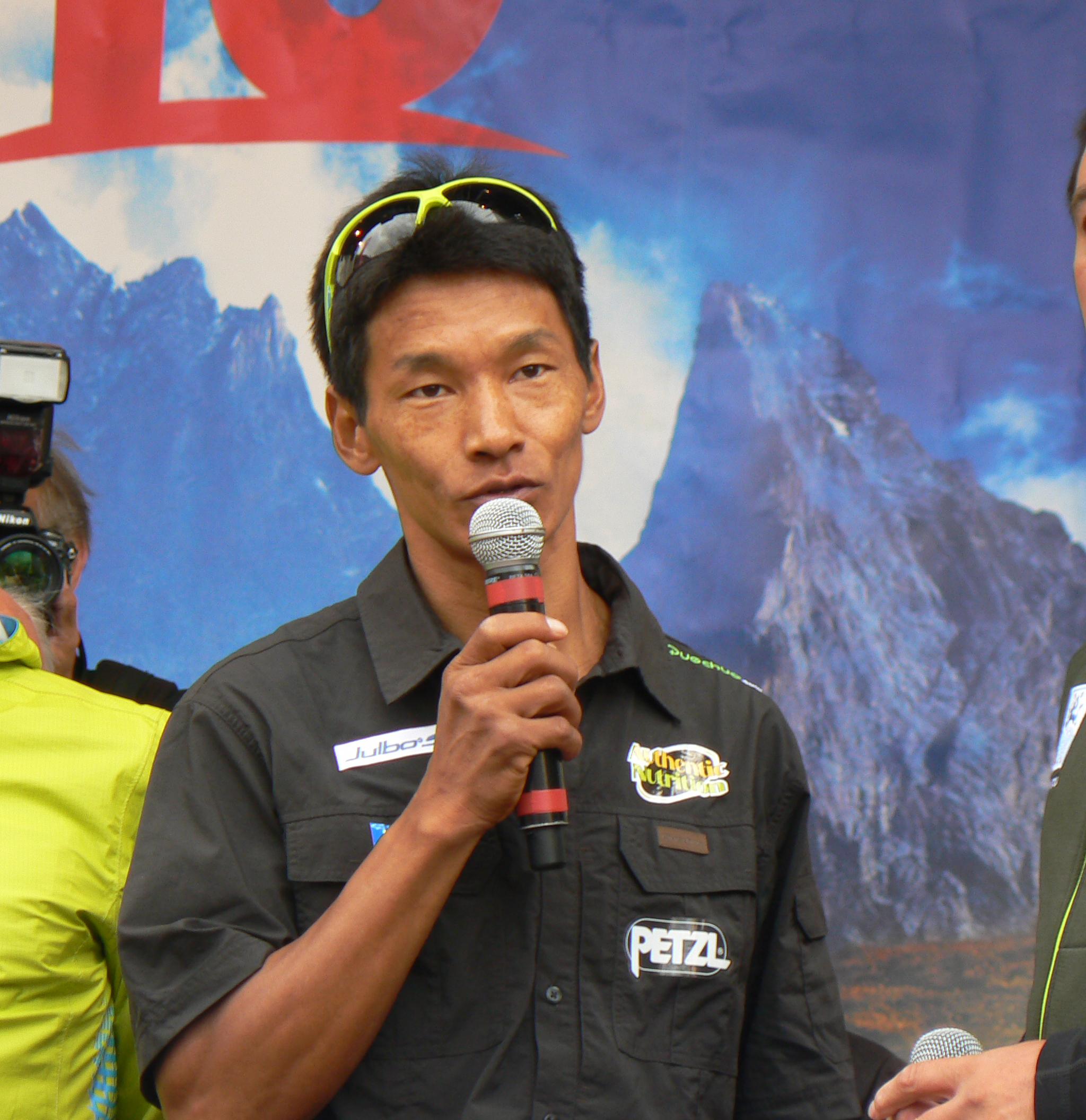
Dachhiri Dawa Sherpa, dreimaliger Olympiateilnehmer im Skilanglauf

Im Rahmen der Winterspiele von 1924 wurde am 4. Februar 1924 der Sherpa Tejbir Bura als Mitglied der britischen Expedition zum Mount Everest 1922 mit dem olympischen Bergsteigerpreis Prix olympique d’alpinisme ausgezeichnet.
Erst 2002 fand die erste Teilnahme eines nepalesischen Winterathleten statt. Der Skilangläufer Jayaram Khadka war am 14. Februar 2002 der erste nepalesische Winter-Olympionike. Frauen aus Nepal nahmen bislang noch nicht bei Winterspielen teil. Skilanglauf ist die bisher einzige Sportart, bei der Nepal bei Winterspielen vertreten war.

### Jugendspiele
Bei den ersten Jugend-Sommerspielen 2010 in Singapur traten vier Jugendliche, zwei Jungen und zwei Mädchen, in den Sportarten Leichtathletik und Taekwondo an. 2014 in Nanjing nahmen zwei Jugendliche, ein Junge und ein Mädchen, in der Leichtathletik und im Badminton teil.
Ein Junge nahm bei den Jugend-Winterspielen von 2012 im alpinen Skisport teil. 2016 in Lillehammer war der einzige Teilnehmer wieder ein alpiner Skirennfahrer.

## Übersicht der Teilnehmer

### Sommerspiele
| Jahr      | Athleten           | Athleten           | Athleten           | Flaggenträger              | Sportarten         | Sportarten         | Sportarten         | Sportarten         | Sportarten         | Sportarten         | Sportarten         | Sportarten         | Medaillen          | Medaillen          | Medaillen          | Medaillen          | Medaillen          |
| Jahr      | Gesamt             | m                  | w                  | Flaggenträger              | Leichtathletik     | Boxen              | Gewichtheben       | Judo               | Schießen           | Schwimmen          | Taekwondo          | Bogenschießen      |                    |                    |                    | Gesamt             | Rang               |
| --------- | ------------------ | ------------------ | ------------------ | -------------------------- | ------------------ | ------------------ | ------------------ | ------------------ | ------------------ | ------------------ | ------------------ | ------------------ | ------------------ | ------------------ | ------------------ | ------------------ | ------------------ |
| 1896–1960 | nicht teilgenommen | nicht teilgenommen | nicht teilgenommen | nicht teilgenommen         | nicht teilgenommen | nicht teilgenommen | nicht teilgenommen | nicht teilgenommen | nicht teilgenommen | nicht teilgenommen | nicht teilgenommen | nicht teilgenommen | nicht teilgenommen | nicht teilgenommen | nicht teilgenommen | nicht teilgenommen | nicht teilgenommen |
| 1964      | 6                  | 6                  | 0                  | Ram Prasad Gurung          | 2                  | 4                  |                    |                    |                    |                    |                    |                    |                    |                    |                    |                    |                    |
| 1968      | nicht teilgenommen | nicht teilgenommen | nicht teilgenommen | nicht teilgenommen         | nicht teilgenommen | nicht teilgenommen | nicht teilgenommen | nicht teilgenommen | nicht teilgenommen | nicht teilgenommen | nicht teilgenommen | nicht teilgenommen | nicht teilgenommen | nicht teilgenommen | nicht teilgenommen | nicht teilgenommen | nicht teilgenommen |
| 1972      | 2                  | 2                  | 0                  | Jit Bahadur Khatri Chhetri | 2                  |                    |                    |                    |                    |                    |                    |                    |                    |                    |                    |                    |                    |
| 1976      | 1                  | 1                  | 0                  |                            | 1                  |                    |                    |                    |                    |                    |                    |                    |                    |                    |                    |                    |                    |
| 1980      | 10                 | 10                 | 0                  |                            | 5                  | 3                  | 2                  |                    |                    |                    |                    |                    |                    |                    |                    |                    |                    |
| 1984      | 10                 | 10                 | 0                  | Khadga Ranabhat            | 5                  | 3                  | 2                  |                    |                    |                    |                    |                    |                    |                    |                    |                    |                    |
| 1988      | 16                 | 13                 | 3                  | Krishna Bahadur Basnet     | 7                  | 5                  | 1                  | 2                  | 1                  |                    |                    |                    |                    |                    |                    |                    |                    |
| 1992      | 2                  | 1                  | 1                  |                            | 1                  |                    |                    |                    | 1                  |                    |                    |                    |                    |                    |                    |                    |                    |
| 1996      | 6                  | 3                  | 3                  | Tika Bogati                | 2                  |                    | 1                  |                    | 1                  | 2                  |                    |                    |                    |                    |                    |                    |                    |
| 2000      | 5                  | 2                  | 3                  | Chitra Bahadur Gurung      | 2                  |                    |                    |                    | 1                  | 2                  |                    |                    |                    |                    |                    |                    |                    |
| 2004      | 6                  | 3                  | 3                  | Rajendra Bahadur Bhandari  | 2                  |                    |                    |                    | 1                  | 2                  | 1                  |                    |                    |                    |                    |                    |                    |
| 2008      | 8                  | 4                  | 4                  | Deepak Bista               | 2                  |                    | 1                  | 1                  | 1                  | 2                  | 1                  |                    |                    |                    |                    |                    |                    |
| 2012      | 5                  | 2                  | 3                  | Prasiddha Shah             | 2                  |                    |                    |                    | 1                  | 2                  |                    |                    |                    |                    |                    |                    |                    |
| 2016      | 7                  | 3                  | 4                  | Phupu Khatri               | 2                  |                    |                    | 1                  |                    | 2                  | 1                  | 1                  |                    |                    |                    |                    |                    |
| Gesamt    | Gesamt             | Gesamt             | Gesamt             | Gesamt                     | Gesamt             | Gesamt             | Gesamt             | Gesamt             | Gesamt             | Gesamt             | Gesamt             | Gesamt             | 0                  | 0                  | 0                  | 0                  | -                  |

### Winterspiele
| Jahr      | Athleten                                                      | Athleten                                                      | Athleten                                                      | Flaggenträger                                                 | Sportarten                                                    | Sportarten                                                    | Medaillen                                                     | Medaillen                                                     | Medaillen                                                     | Medaillen                                                     | Medaillen |
| Jahr      | Gesamt                                                        | m                                                             | w                                                             | Flaggenträger                                                 | Skilanglauf                                                   |                                                               |                                                               |                                                               | Gesamt                                                        | Rang                                                          |           |
| --------- | ------------------------------------------------------------- | ------------------------------------------------------------- | ------------------------------------------------------------- | ------------------------------------------------------------- | ------------------------------------------------------------- | ------------------------------------------------------------- | ------------------------------------------------------------- | ------------------------------------------------------------- | ------------------------------------------------------------- | ------------------------------------------------------------- | --------- |
| 1924      | keine aktive Teilnahme, Auszeichnung mit dem Bergsteigerpreis | keine aktive Teilnahme, Auszeichnung mit dem Bergsteigerpreis | keine aktive Teilnahme, Auszeichnung mit dem Bergsteigerpreis | keine aktive Teilnahme, Auszeichnung mit dem Bergsteigerpreis | keine aktive Teilnahme, Auszeichnung mit dem Bergsteigerpreis | keine aktive Teilnahme, Auszeichnung mit dem Bergsteigerpreis | keine aktive Teilnahme, Auszeichnung mit dem Bergsteigerpreis | keine aktive Teilnahme, Auszeichnung mit dem Bergsteigerpreis | keine aktive Teilnahme, Auszeichnung mit dem Bergsteigerpreis | keine aktive Teilnahme, Auszeichnung mit dem Bergsteigerpreis |           |
| 1928–1998 | nicht teilgenommen                                            | nicht teilgenommen                                            | nicht teilgenommen                                            | nicht teilgenommen                                            | nicht teilgenommen                                            | nicht teilgenommen                                            | nicht teilgenommen                                            | nicht teilgenommen                                            | nicht teilgenommen                                            | nicht teilgenommen                                            |           |
| 2002      | 1                                                             | 1                                                             | 0                                                             | Jayaram Khadka                                                | 1                                                             |                                                               |                                                               |                                                               |                                                               |                                                               |           |
| 2006      | 1                                                             | 1                                                             | 0                                                             | Dachhiri Dawa Sherpa                                          | 1                                                             |                                                               |                                                               |                                                               |                                                               |                                                               |           |
| 2010      | 1                                                             | 1                                                             | 0                                                             | Dachhiri Dawa Sherpa                                          | 1                                                             |                                                               |                                                               |                                                               |                                                               |                                                               |           |
| 2014      | 1                                                             | 1                                                             | 0                                                             | Dachhiri Dawa Sherpa                                          | 1                                                             |                                                               |                                                               |                                                               |                                                               |                                                               |           |
| 2018      | nicht teilgenommen                                            | nicht teilgenommen                                            | nicht teilgenommen                                            | nicht teilgenommen                                            | nicht teilgenommen                                            | nicht teilgenommen                                            | nicht teilgenommen                                            | nicht teilgenommen                                            | nicht teilgenommen                                            | nicht teilgenommen                                            |           |
| Gesamt    | Gesamt                                                        | Gesamt                                                        | Gesamt                                                        | Gesamt                                                        | Gesamt                                                        | 0                                                             | 0                                                             | 0                                                             | 0                                                             | -                                                             |           |

## Liste der Medaillengewinner

### Goldmedaillen
Bislang (Stand 2018) keine Goldmedaillen

### Silbermedaillen
Bislang (Stand 2018) keine Silbermedaillen

### Bronzemedaillen
Bislang (Stand 2018) keine Bronzemedaillen